# Zhalong (sockenhuvudort i Kina, Heilongjiang Sheng, lat 47,21, long 124,20)
Zhalong (kinesiska: 扎龙, 扎龙乡) är en sockenhuvudort i Kina. Den ligger i provinsen Heilongjiang, i den nordöstra delen av landet, omkring 250 kilometer nordväst om provinshuvudstaden Harbin. Antalet invånare är 26 270. Befolkningen består av 12 904 kvinnor och 13 366 män. Barn under 15 år utgör 12,0 %, vuxna 15-64 år 81 %, och äldre över 65 år 6,0 %.
Runt Zhalong är det ganska glesbefolkat, med 36 invånare per kvadratkilometer. Det finns inga andra samhällen i närheten. Trakten runt Zhalong består huvudsakligen av våtmarker.
Genomsnittlig årsnederbörd är 675 millimeter. Den regnigaste månaden är juli, med i genomsnitt 223 mm nederbörd, och den torraste är januari, med 5 mm nederbörd.